# V-Jump
É uma revista japonesa sobre novos animes, mangás e videogames. A revista teve sua primeira edição em 1993 pela Shueisha.

## História
O protótipo da revista chamado Hobby's Jump foi lançado na década de 80 como um encarte da Shonen Jump. Hobby's Jump logo foi descontinuada e uma nova revista chamada V Jump chegou.